# Tennis Borussia Berlin 1974-1975
Questa voce raccoglie le informazioni riguardanti il Tennis Borussia Berlin nelle competizioni ufficiali della stagione 1974-1975.

## Stagione
Nella stagione 1974-1975 il Tennis Borussia Berlino, allenato da Georg Gawliczek, concluse il campionato di Bundesliga al 17º posto. In Coppa di Germania il Tennis Borussia Berlino fu eliminato agli ottavi di finale dallo Stoccarda II.

## Rosa
| N. |                     | Ruolo | Calciatore              |
| -- | ------------------- | ----- | ----------------------- |
|    | Germania (bandiera) | P     | Hubert Birkenmeier      |
|    | Germania (bandiera) | P     | Manfred Wittke          |
|    | Germania (bandiera) | D     | Peter Eggert            |
|    | Germania (bandiera) | D     | Stephan Hoffmann        |
|    | Germania (bandiera) | D     | Ditmar Jakobs           |
|    | Germania (bandiera) | D     | Hans-Georg Kraus        |
|    | Germania (bandiera) | D     | Wolfgang Mulack         |
|    | Germania (bandiera) | D     | Werner Novak            |
|    | Germania (bandiera) | D     | Jürgen Rumor            |
|    | Germania (bandiera) | D     | Karl-Heinz Schnellinger |
|    | Germania (bandiera) | D     | Norbert Siegmann        |
|    | Germania (bandiera) | D     | Hans Sprenger           |
|    | Germania (bandiera) | D     | Joachim Thiel           |

| N. |                     | Ruolo | Calciatore          |
| -- | ------------------- | ----- | ------------------- |
|    | Germania (bandiera) | C     | Reinhard Adler      |
|    | Germania (bandiera) | C     | Gino Ferrin         |
|    | Germania (bandiera) | C     | Horst Nußbaum       |
|    | Germania (bandiera) | C     | Jürgen Schulz       |
|    | Germania (bandiera) | C     | Gerd Schwidrowski   |
|    | Germania (bandiera) | A     | Albert Bittlmayer   |
|    | Germania (bandiera) | A     | Peter Geyer         |
|    | Germania (bandiera) | A     | Bernd Hecker        |
|    | Germania (bandiera) | A     | Dietmar Mürdter     |
|    | Germania (bandiera) | A     | Axel Neumann        |
|    | Germania (bandiera) | A     | Norbert Stolzenburg |
|    | Germania (bandiera) | A     | Karlheinz Subklewe  |
|    | Germania (bandiera) | A     | Wolfgang Sühnholz   |

## Organigramma societario
Area tecnica
- Allenatore: Georg Gawliczek, Fritz Schollmeyer
- Allenatore in seconda:
- Preparatore dei portieri:
- Preparatori atletici:

## Calciomercato

### Sessione estiva
| Acquisti | Acquisti                | Acquisti           | Acquisti |
| R.       | Nome                    | da                 | Modalità |
| -------- | ----------------------- | ------------------ | -------- |
| A        | Albert Bittlmayer       | Norimberga         |          |
| D        | Ditmar Jakobs           | RW Oberhausen      |          |
| A        | Peter Geyer             | Norimberga         |          |
| D        | Hans-Georg Kraus        | Fortuna Düsseldorf |          |
| A        | Dietmar Mürdter         | TeBe Berlino II    |          |
| D        | Werner Novak            | Hessen Kassel      |          |
| D        | Karl-Heinz Schnellinger | Milan              |          |
| A        | Wolfgang Sühnholz       | Grasshoppers       |          |

| Cessioni | Cessioni          | Cessioni          | Cessioni |
| R.       | Nome              | a                 | Modalità |
| -------- | ----------------- | ----------------- | -------- |
| D        | Hummel            | Hertha Zehlendorf |          |
| C        | Reinhard Konnopka | Hertha Zehlendorf |          |

### Sessione invernale
| Acquisti | Acquisti | Acquisti | Acquisti |
| R.       | Nome     | da       | Modalità |
| -------- | -------- | -------- | -------- |

| Cessioni | Cessioni | Cessioni | Cessioni |
| R.       | Nome     | a        | Modalità |
| -------- | -------- | -------- | -------- |

## Risultati

### Bundesliga

#### Girone di andata
| Arbitro: | Weyland |

|                                                       |           |  |
| Bründl 2’ Frank 14’ Gersdorff 30’, 61’ Haebermann 70’ | Marcatori |  |

| Arbitro: | Meuser |

|                                     |           |  |
| Geyer 14’, 24’, 89’ Stolzenburg 76’ | Marcatori |  |

| Arbitro: | Messmer |

|                                             |           |           |
| Bonhof 36’ (rig.) Wittkamp 47’ Simonsen 61’ | Marcatori | 17’ Geyer |

| Arbitro: | Hennig |

|                 |           |                                                   |
| Stolzenburg 14’ | Marcatori | 19’ Lorenz 26’ Weidle 47’ Rohrbach 66’ Beverungen |

| Arbitro: | Betz |

|  |           |                                  |
|  | Marcatori | 5’ Volkert 53’ Eigl 62’ Krobbach |

| Arbitro: | Waltert |

|                                                |           |  |
| Schwarz 43’ Riedl 54’ Sandberg 63’ Pirrung 73’ | Marcatori |  |

| Arbitro: | Schmoock |

|                            |           |                            |
| Stolzenburg 28’ Schulz 67’ | Marcatori | 33’, 82’ Dietz 87’ Büssers |

| Arbitro: | Riegg |

|                                         |           |                           |
| Dörre 24’ Lorant 56’ Lippens 64’ (rig.) | Marcatori | 74’ Geyer 87’ Stolzenburg |

| Arbitro: | Horstmann |

|                              |           |  |
| Sprenger 66’ Stolzenburg 90’ | Marcatori |  |

| Arbitro: | Schröder |

|                              |           |                              |
| Geye 2’, 42’ (rig.) Seel 27’ | Marcatori | 72’ Stolzenburg 77’ Sühnholz |

| Arbitro: | Fork |

|                           |           |                           |
| Bittlmayer 31’ Eggert 87’ | Marcatori | 47’ Hoeneß 86’ Rummenigge |

| Arbitro: | Wichmann |

|                                 |           |                            |
| Schwemmle 1’ Held 2’ Janzon 24’ | Marcatori | 37’ Jakobs 48’ Stolzenburg |

| Arbitro: | Kindervater |

|  |           |                        |
|  | Marcatori | 53’ Grau 67’, 75’ Beer |

| Arbitro: | Dittmer |

|                       |           |            |
| Martin 19’ Weller 80’ | Marcatori | 65’ Jakobs |

| Arbitro: | Dreher |

|                             |           |                          |
| Stolzenburg 40’ (rig.), 66’ | Marcatori | 13’ Strack 55’, 60’ Löhr |

| Arbitro: | Aldinger |

|                 |           |  |
| Gerber 77’, 83’ | Marcatori |  |

| Arbitro: | Picker |

|  |           |                         |
|  | Marcatori | 2’ Bongartz 85’ Fischer |

#### Girone di ritorno
| Arbitro: | Eschweiler |

|                |           |                    |
| Rumor 22’, 63’ | Marcatori | 16’, 44’ Gersdorff |

| Arbitro: | Dreher |

|                    |           |           |
| Höttges 78’ (rig.) | Marcatori | 35’ Rumor |

| Arbitro: | Horstmann |

|                 |           |                                   |
| Stolzenburg 33’ | Marcatori | 27’, 50’, 88’ Heynckes 68’ Bonhof |

| Arbitro: | Waltert |

|                                                                               |           |            |
| Nickel 25’, 41’ Beverungen 37’ Körbel 57’, 81’ (rig.) Grabowski 66’ Kraus 78’ | Marcatori | 65’ Schulz |

| Arbitro: | Hilker |

|                                                    |           |  |
| Memering 7’ Bjørnmose 43’ Volkert 49’ Sperlich 57’ | Marcatori |  |

| Arbitro: | Fork |

|                                           |           |                          |
| Stolzenburg 53’ Subklewe 79’ Sprenger 83’ | Marcatori | 65’ Diehl 69’ Toppmöller |

| Arbitro: | Linn |

|                     |           |                                            |
| Bücker 69’ Worm 80’ | Marcatori | 43’ (rig.) Stolzenburg 44’ Rumor 84’ Geyer |

| Arbitro: | Berner |

|                 |           |  |
| Stolzenburg 39’ | Marcatori |  |

| Bochum 1º aprile 1975, ore 20:00 CET 26ª giornata | Bochum  | 0 – 0 referto | TeBe Berlino | Stadion an der Castroper Straße (10 000 spett.)\| Arbitro: \| Klauser \| |
| Arbitro:                                          | Klauser |               |              |                                                                          |

| Arbitro: | Engel |

|            |           |                                   |
| Jakobs 77’ | Marcatori | 10’, 48’ Budde 11’ Hesse 28’ Geye |

| Arbitro: | Hilker |

|                                    |           |           |
| Müller 4’, 18’ (rig.) Andersson 8’ | Marcatori | 52’ Rumor |

| Arbitro: | Meuser |

|  |           |                            |
|  | Marcatori | 22’ Ritschel 87’ Schwemmle |

| Arbitro: | Hillebrand |

|                      |           |           |
| Sziedat 1’ Sidka 50’ | Marcatori | 39’ Rumor |

| Arbitro: | Hilker |

|                  |           |              |
| Schwidrowski 66’ | Marcatori | 42’ Ohlicher |

| Arbitro: | Schmoock |

|                                                                          |           |                |
| Müller 40’ (rig.), 75’, 90’ (rig.) Overath 43’ Flohe 61’, 67’ Simmet 70’ | Marcatori | 48’ Bittlmayer |

| Berlino 7 giugno 1975, ore 15:30 CET 33ª giornata | TeBe Berlino | 0 – 0 referto | Wuppertal | Stadio Olimpico (1 500 spett.)\| Arbitro: \| Lutz \| |
| Arbitro:                                          | Lutz         |               |           |                                                      |

| Arbitro: | Schröder |

|                                          |           |  |
| Fichtel 36’ (rig.) Bruns 60’ Fischer 82’ | Marcatori |  |

### Coppa di Germania
| Arbitro: | Boe |

|            |           |                     |
| Bäumer 14’ | Marcatori | 24’ Adler 46’ Geyer |

| Arbitro: | Zuchantke |

|                                               |           |  |
| Bittlmayer 28’ Stolzenburg 52’ Geyer 71’, 82’ | Marcatori |  |

| Arbitro: | Roth |

|                   |           |  |
| Bläser 15’ (aut.) | Marcatori |  |

| Arbitro: | Dittmer |

|                      |           |            |
| Müllner 49’ Haug 62’ | Marcatori | 25’ Schulz |

## Statistiche

### Statistiche di squadra
| Competizione      | Punti | In casa | In casa | In casa | In casa | In casa | In casa | In trasferta | In trasferta | In trasferta | In trasferta | In trasferta | In trasferta | Totale | Totale | Totale | Totale | Totale | Totale | DR  |
| Competizione      | Punti | G       | V       | N       | P       | Gf      | Gs      | G            | V            | N            | P            | Gf           | Gs           | G      | V      | N      | P      | Gf     | Gs     | DR  |
| ----------------- | ----- | ------- | ------- | ------- | ------- | ------- | ------- | ------------ | ------------ | ------------ | ------------ | ------------ | ------------ | ------ | ------ | ------ | ------ | ------ | ------ | --- |
| Bundesliga        | 16    | 17      | 4       | 4       | 9       | 22      | 35      | 17           | 1            | 2            | 14           | 16           | 54           | 34     | 5      | 6      | 23     | 38     | 89     | -51 |
| Coppa di Germania | -     | 2       | 2       | 0       | 0       | 5       | 0       | 2            | 1            | 0            | 1            | 3            | 3            | 4      | 3      | 0      | 1      | 8      | 3      | +5  |
| Totale            | 16    | 19      | 6       | 4       | 9       | 27      | 35      | 19           | 2            | 2            | 15           | 19           | 57           | 38     | 8      | 6      | 24     | 46     | 92     | -46 |

### Andamento in campionato
| Giornata  | 1  | 2  | 3  | 4  | 5  | 6  | 7  | 8  | 9  | 10 | 11 | 12 | 13 | 14 | 15 | 16 | 17 | 18 | 19 | 20 | 21 | 22 | 23 | 24 | 25 | 26 | 27 | 28 | 29 | 30 | 31 | 32 | 33 | 34 |
| --------- | -- | -- | -- | -- | -- | -- | -- | -- | -- | -- | -- | -- | -- | -- | -- | -- | -- | -- | -- | -- | -- | -- | -- | -- | -- | -- | -- | -- | -- | -- | -- | -- | -- | -- |
| Luogo     | T  | C  | T  | C  | C  | T  | C  | T  | C  | T  | C  | T  | C  | T  | C  | T  | C  | C  | T  | C  | T  | T  | C  | T  | C  | T  | C  | T  | C  | T  | C  | T  | C  | T  |
| Risultato | P  | V  | P  | P  | P  | P  | P  | P  | V  | P  | N  | P  | P  | P  | P  | P  | P  | N  | N  | P  | P  | P  | V  | V  | V  | N  | P  | P  | P  | P  | N  | P  | N  | P  |
| Posizione | 17 | 10 | 14 | 14 | 17 | 18 | 18 | 18 | 16 | 16 | 17 | 17 | 17 | 17 | 17 | 18 | 18 | 18 | 17 | 17 | 17 | 18 | 17 | 17 | 17 | 17 | 17 | 17 | 17 | 17 | 17 | 17 | 17 | 17 |

Legenda:

Luogo: C = Casa; T = Trasferta. Risultato: V = Vittoria; N = Pareggio; P = Sconfitta.

### Statistiche dei giocatori
| Giocatore       | Bundesliga | Bundesliga | Bundesliga  | Bundesliga | Coppa di Germania | Coppa di Germania | Coppa di Germania | Coppa di Germania | Totale   | Totale | Totale      | Totale     |
| Giocatore       | Presenze   | Reti       | Ammonizioni | Espulsioni | Presenze          | Reti              | Ammonizioni       | Espulsioni        | Presenze | Reti   | Ammonizioni | Espulsioni |
| --------------- | ---------- | ---------- | ----------- | ---------- | ----------------- | ----------------- | ----------------- | ----------------- | -------- | ------ | ----------- | ---------- |
| R. Adler        | 10         | 0          | 0           | 0          | 1                 | 1                 | 0                 | 0                 | 11       | 1      | 0           | 0          |
| H. Birkenmeier  | 33         | 0          | 2           | 0          | 3                 | 0                 | 0                 | 0                 | 36       | 0      | 2           | 0          |
| A. Bittlmayer   | 20         | 2          | 0           | 0          | 3                 | 1                 | 0                 | 0                 | 23       | 3      | 0           | 0          |
| P. Eggert       | 11         | 1          | 1           | 0          | 1                 | 0                 | 0                 | 0                 | 12       | 1      | 1           | 0          |
| G. Ferrin       | 6          | 0          | 0           | 0          | 1                 | 0                 | 0                 | 0                 | 7        | 0      | 0           | 0          |
| P. Geyer        | 33         | 6          | 3           | 0          | 4                 | 3                 | 0                 | 0                 | 37       | 9      | 3           | 0          |
| B. Hecker       | 0          | 0          | 0           | 0          | 0                 | 0                 | 0                 | 0                 | 0        | 0      | 0           | 0          |
| S. Hoffmann     | 17         | 0          | 1           | 0          | 3                 | 0                 | 0                 | 0                 | 20       | 0      | 1           | 0          |
| D. Jakobs       | 30         | 3          | 3           | 0          | 3                 | 0                 | 0                 | 0                 | 33       | 3      | 3           | 0          |
| H. Kraus        | 17         | 0          | 2           | 0          | 0                 | 0                 | 0                 | 0                 | 17       | 0      | 2           | 0          |
| W. Mulack       | 22         | 0          | 4           | 0          | 2                 | 0                 | 0                 | 0                 | 24       | 0      | 4           | 0          |
| D. Mürdter      | 0          | 0          | 0           | 0          | 0                 | 0                 | 0                 | 0                 | 0        | 0      | 0           | 0          |
| A. Neumann      | 0          | 0          | 0           | 0          | 0                 | 0                 | 0                 | 0                 | 0        | 0      | 0           | 0          |
| W. Novak        | 4          | 0          | 1           | 0          | 1                 | 0                 | 0                 | 0                 | 5        | 0      | 1           | 0          |
| H. Nußbaum      | 0          | 0          | 0           | 0          | 0                 | 0                 | 0                 | 0                 | 0        | 0      | 0           | 0          |
| J. Rumor        | 16         | 6          | 3           | 0          | 2                 | 0                 | 0                 | 0                 | 18       | 6      | 3           | 0          |
| K. Schnellinger | 19         | 0          | 3           | 0          | 3                 | 0                 | 0                 | 0                 | 22       | 0      | 3           | 0          |
| J. Schulz       | 33         | 2          | 2           | 0          | 4                 | 1                 | 0                 | 0                 | 37       | 3      | 2           | 0          |
| G. Schwidrowski | 7          | 1          | 0           | 0          | 0                 | 0                 | 0                 | 0                 | 7        | 1      | 0           | 0          |
| N. Siegmann     | 28         | 0          | 4           | 0          | 4                 | 0                 | 0                 | 0                 | 32       | 0      | 4           | 0          |
| H. Sprenger     | 32         | 2          | 0           | 0          | 3                 | 0                 | 0                 | 0                 | 35       | 2      | 0           | 0          |
| N. Stolzenburg  | 33         | 13         | 1           | 0          | 4                 | 1                 | 0                 | 0                 | 37       | 14     | 1           | 0          |
| K. Subklewe     | 20         | 1          | 0           | 0          | 1                 | 0                 | 0                 | 0                 | 21       | 1      | 0           | 0          |
| W. Sühnholz     | 8          | 1          | 0           | 0          | 2                 | 0                 | 1                 | 0                 | 10       | 1      | 1           | 0          |
| J. Thiel        | 22         | 0          | 3           | 1          | 3                 | 0                 | 0                 | 0                 | 25       | 0      | 3           | 1          |
| M. Wittke       | 2          | 0          | 0           | 0          | 1                 | 0                 | 0                 | 0                 | 3        | 0      | 0           | 0          |